# Blackwater (comté de Kerry)
Pour les articles homonymes, voir Blackwater.
La Blackwater du Kerry, (Irlandais : An Dóinn), est un fleuve de l'ouest de l'Irlande qui s'écoule entièrement dans le comté de Kerry, à ne pas confondre avec la Blackwater s'écoulant au travers des comtés de Kerry, de Cork, et de Waterford.